# Ludwig von Hartmann

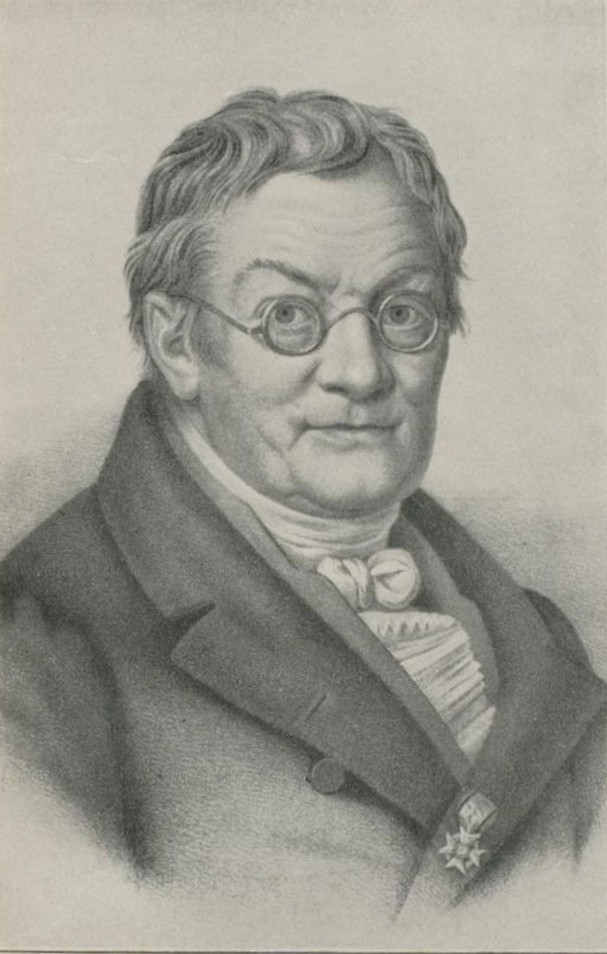
Ludwig Hartmann

Karl Ludwig Friedrich Hartmann, ab 1833 von Hartmann, (* 24. April 1766 in Stuttgart; † 16. Juni 1852 in Heidenheim) war ein Industriepionier in der Zeit zwischen absolutistischer Herrschaft und Revolutionen. Er legte den Grundstein für die Hartmann Gruppe in Heidenheim an der Brenz. 1833 erhielt er den württembergischen Personaladel. 

## Familie
Ludwig Hartmann war das dritte Kind des herzoglich-württembergischen Hof- und Finanzrats Johann Georg Hartmann (1731–1811) und der Juliane Friederike (geb. Spittler) (1736–1799), der Tochter des Bürgermeisters von Cannstatt. Er hatte sechs Geschwister, eine Schwester und fünf Brüder, darunter August von Hartmann, Staatsrat und Präsident der Oberrechnungskammer, Friedrich von Hartmann, Arzt und Naturforscher (Paläontologe) sowie Ferdinand Hartmann, Direktor der Kunstakademie in Dresden. Hartmann heiratete 1796 Christiane Dorothee Heyd (1777–1857), eine Tochter des Obertribunaldirektors und Staatsrats Friedrich von Heyd. Aus dieser Ehe gingen 11 Söhne und drei Töchter hervor, darunter:
- Georg Ludwig (1797–1884), Kaufmann in Stuttgart ⚭ Auguste Wilhelmine Conradi (1806–1858), Schwester von Arthur Conradi
- Karl (* 26. August 1799; † 31. Mai 1865), Fabrikant in Heidenheim ⚭ Caroline Maisch[1]
- Paul (* 18. August 1812; † 17. Februar 1884), Fabrikant in Heidenheim
- Eduard (* 6. Mai 1816; † 10. März 1894), Fabrikant in Herbrechtingen
- August (* 3. August 1817; † 12. Oktober 1863), Fabrikant in Heidenheim ⚭ Adolphine Luise Köstlin (1828–1861), Tochter von Karl Wilhelm Gottlieb von Köstlin[2]

## Leben und Werk
Nach dem Besuch des Gymnasiums und ab 1780 der Hohen Karlsschule in Stuttgart begann Ludwig Hartmann im Jahre 1783 eine kaufmännische Lehre in Amsterdam. 1791 bis 1817 war er als Direktor der Zitzfabrik "Meebold, Schüle und Co" tätig und führte die Geschäfte. Ab 1796 war er Teilhaber dieser Firma. 1801 wurde Ludwig Hartmann zum Kommerzienrat ernannt, im darauf folgenden Jahr kam er durch die Firma "Meebold, Schüle und Co" nach Heidenheim. Im gleichen Jahr trat er eine Reise im Auftrag der württembergischen Regierung nach Holland an. Im Jahre 1807 folgte eine zweite Reise. In den Jahren 1810/1811 erwarb Ludwig Hartmann die Weißbleiche, ein großes Grundstück, auf dem die heutige Firma Voith in Heidenheim steht. 1812 errichtete er eine der ersten mechanischen Baumwollspinnereien.
1818 übernahm er die Firma "Meebold, Schüle und Co" und benannte die Firma nach sich selbst "Ludwig Hartmann", da Meebolds Kinder noch unmündig waren. 1823 wurde ein Teil wieder von Meebold übernommen. 1819 lernte Ludwig Friedrich List kennen und unterstützte dessen Pläne eines Zollvereins, um die Binnenzölle innerhalb Deutschlands abzuschaffen.
Ludwig war aber auch in der Politik aktiv. Ab dem Jahre 1822 wurde er "Handelsverständiger Beisitzer" des Gerichtshofes für den Jagstkreis in Ellwangen. Außerdem war er von 1826 bis 1830 für den Wahlkreis Heidenheim als Landtagsabgeordneter tätig. 1833 erhielt er von Wilhelm I. das Ritterkreuz des Ordens der württembergischen Krone, welches mit dem persönlichen Adelstitel (Nobilitierung) verbunden war. 1829 kaufte er das Kloster Herbrechtingen und richtete dort eine Musterspinnerei ein, die bis 1909 von seinem Sohn Eduard betrieben wurde.
In den 40er Jahren des 19. Jahrhunderts blieb auch die Firma Hartmann nicht von der wirtschaftlichen Krise verschont. Das Unternehmen war durch Einkaufspreise von Rohbaumwolle in Liverpool gezwungen, Schulden zu machen. 1843 übernahmen seine drei Söhne Carl, Paul und Eduard sein Unternehmen. Carl bekam die Weißbleiche mit der großen Landwirtschaft, die Ludwig 1811 erworben hatte. Eduard übernahm die Spinnerei in Herbrechtingen und Paul die Baumwollspinnerei in Heidenheim. Der Name des Unternehmens wandelte sich von "Ludwig Hartmann" zu "Ludwig Hartmanns Söhne". Die drei schafften eine schrittweise Sanierung des verschuldeten väterlichen Betriebs. Paul gründete später dann die Paul Hartmann AG.
Ludwig von Hartmann war nicht nur ein Pionier der Industrie, sondern auch im Verkehrswesen. Dabei trieb er vor allem den Albaufstieg an der  Weißensteiner Steige voran.